# The Rage (film, 2007)
Pour les articles homonymes, voir Rage.
Pour plus de détails, voir Fiche technique et Distribution.
The Rage est un film américain de Robert Kurtzman réalisé en 2007 avec Andrew Divoff et Misty Mundae dans les rôles principaux.

## Synopsis
À la fin de la guerre froide, un scientifique subit de grosses pressions psychologiques de la part des deux blocs, ce qui le pousse à travailler sur un virus de la rage complètement destructeur dans le but de créer une épidémie mondiale et cela avec l'aide de cobayes humains fraichement trouvés sur son terrain.
Malheureusement, l'un d'eux réussit à s'échapper, le cauchemar commence…

## Fiche technique
- Titre : The Rage
- Réalisation : Robert Kurtzman
- Scénario : Robert Kurtzman et John Bisson
- Genre : Horreur
- Son : Dolby Digital
- Lieu de tournage : Columbus, Ohio
- Société : Precinct 13 Entertainment
- Durée : 86 minutes
- Date de sortie : 
  - Canada : 13 juillet 2007
- Pays de production :  États-Unis

## Distribution
- Andrew Divoff : Dr. Viktor Vasilienko
- Erin Brown : Kat
- Anthony Clark : Jay
- Ryan Hooks : Josh
- Sean Serino : Pris
- Rachel Scheer : Olivia
- Christopher Allen Nelson : Larry
- Regie Bannister : Oncle Ben